# Airwars

Logo de Airwars

Airwars est une organisation non gouvernementale composée de journalistes et de chercheurs. Elle est fondée à Londres à l'été 2014 ; son directeur est le britannique Chris Woods, un ancien journaliste de la BBC,. Au cours de la guerre civile syrienne et de la seconde guerre civile irakienne, elle tient le compte du nombre de victimes civiles causées par les frappes aériennes menées par la coalition internationale et la Russie. À l'été 2017, Airwars dispose de huit employés à temps plein et à temps partiel et de douze volontaires installés en Irak, en Jordanie, en Turquie, aux Pays-Bas et aux États-Unis. La plupart d’entre eux sont d'origine syrienne ou irakienne.
Airwars estime que du 22 septembre 2014 au 31 janvier 2018, au moins 6 136 à 9 315 civils ont été tués par les frappes de la coalition internationale, dont 3 509 à 5 383 en Syrie et 1 549 à 2 299 en Irak. Airwars estime également qu'au moins 2 210 à 2 984 civils ont été tués par les frappes aériennes de la Russie entre le 30 septembre 2015 et le 30 avril 2016. Il fait aussi état de 17 166 à 25 483 allégations non-vérifiées de victimes civiles causées par la coalition à la date du 31 janvier 2018 et de 11 251 à 15 740 allégations non-vérifiées de victimes civiles causées par la Russie à la date du 27 février 2017.